# Опрталь
О́прталь (хорв. Oprtalj, итал. Portole d'Istria) — община в центральной части хорватского полуострова Истрия. Опрталь также является городом муниципального значения с численностью населения около 180 человек.

## Общие сведения
Опрталь, расположенный на холмистой местности в 378 метрах над уровнем моря и примерно в 16 км к северу от города Мотовун, впервые упоминается в 1102 году, как резиденция феодалов и ремесленников. Территория, входящая в городскую черту была населена ещё с доисторических времен и постепенно превратилась в город-крепость. В 1209 г. Опрталь переходит под управление епископства Аквилеи, а в 1490 году под власть Венеции. Во время правления римской империи здесь находится военный городок, о чём свидетельствуют многочисленные археологические находки.
Венецианский период, длившийся до 1789 года, оставил в истории города архитектурными памятниками. Краткосрочные французский, австрийский и итальянский периоды периоды правления сменились освобождением территорий в результате Второй мировой войны и вхождением города в состав Югославии.
Конец XIX — начало XX века охарактеризовалось для города бурным развитием торговли вином, оливковым маслом и другими видами сельскохозяйственной продукции. В 20-х годах XX века в долине реки Мирна было обнаружено месторождение белых трюфелей. Царящий здесь мягкий климат без больших перепадов температур обеспечивает идеальные условия для произрастания этого самого крупного и самого дорого из всех видов трюфелей. Место мгновенно становится центром активности местных жителей, а в октябре здесь начинает проводиться ежегодный праздник Tuberfest, являющийся исключительной возможностью для знакомства и дегустации этого ценнейшего вида грибов, а также местных сортов сыра, меда, оливкового масла, вина и коньяка.
Рядом с городом был найден лечебный источник с высоким содержанием серы и полезных минералов (более 13 видов), способствующих лечению хронических ревматических и дерматологических заболеваний, а также заболеваний верхних дыхательных путей и гинекологии. В открытом здесь медицинском центре больные проходят послеоперационную реабилитацию, а целебные свойства воды ставят её на третье место по качеству в Европе.
Как и во всей Истрии, городское население в основном представлено людьми хорватской и итальянской национальности. Названия улиц Опрталя зачастую написаны также на двух языках.

## Достопримечательности
- Городские ворота, расположенные между двумя жилыми домами, были построены в 1756 году
- Венецианские лоджии (Lođa) — здание, построенное в стиле ренессанс в 1797 и восстановлены в 2006 году. Лоджии до сих пор сохранили фрагменты гербов римской и венецианской эпох, включая изображение венецианского льва Святого Марка, ранее размещавшегося на городской ратуше.
- Католический собор Св. Георгия (Crkva Sv. Jurja) был возведён в 1526 году на месте старого здания, пришедшего из глубины веков. В 1774 году церковь подверглась реставрации и в этом же веке получила кованные оконные украшения и парадную лестницу. Собор включает в себя алтарь, построенный в XVI—XVIII вв. и орган XVIII века. 27-метровая колокольня, воздвигнутая в 1740 году и восстановленная 2007—2008 гг. служила для предупреждения населения во время стихий, а один самый маленький из колоколов — для оповещения о наступлении комендантского часа.
- Католическая церковь Св. Рока (Crkva Sv. Roka) расположена на южном въезде в город неподалёку от школы. Церковь была также возведена на месте старого храма в 1581 году. Внутренний интерьер украшен фресками художника Антонио ди Падва (Antun iz Padove). Реставрация здания была проведена в 1913 году.
- Католическая церковь Св. Матери Марии (Crkva Sv. Marije) — расположена на западном въезде в город в 1479 году и дополнен террасой в 1770 году. Интерьеры храма украшены готическими фресками работы Клеригина из Копера, изображающими сцены из жизни Святой Матери Марии Марии из Назарета (северная стена), Успения Пресвятой Богородицы (южная), изображениями пророков (над хором) и святых (триумфальная арка).
- Католическая церковь Св. Елены (Crkva Sv. Jelene) находится к югу от города (по дороге к Мотовун). Благодаря своему расположению на холме, построенный в XV веке, храм хорошо виден с нескольких близлежащих дорог. Стены храма до сих пор сохранили надписи на глаголице, датированные 1496 годом.
- Католическая церковь Св. Леонарда (Crkva Sveti Leonarda) построена вне городской черты в 1894 году на месте здания, от которого до наших дней сохранились фрески, датируемые первой половиной XV века. Жертвенник работы Жоржо Вентура из Задара относится к XVII веку.